# Jeff Hawke
Jeff Hawke is een Britse stripreeks, van Eric Souster en William Patterson (scenario) en Sidney Jordan (tekeningen). De stripreeks begon in 1954 in de krant Daily Express onder de titel Jeff Hawke, Space Rider. In 1955 werd dit Jeff Hawke, First Citizen of the Space Age. De strip verscheen tot 1974. In Frankrijk verscheen deze strip in Charlie Mensuel en L'Humanité. De strip werd in het Frans in albums uitgegeven door uitgeverij Glénat. In het Nederlands verscheen in 1993 een uitgave van Jeff Hawke in beperkte oplage bij De Vlaamse Westkust, onder de titel Jeff Hawke, ruimtepiloot.

## Inhoud
Jeff Hawke is een beroemde piloot. Hij ontmoet buitenaardse wezens en wordt specialist in onverklaarbare fenomenen, zowel op aarde als in de ruimte. Een belangrijk nevenpersonage is Chalcedon, een gewiekste ruimtepiraat.